# Хільченко Антон Єрофейович
Антон Єрофейович Хільченко (1891—1966) — український нейрофізіолог та нейропсихолог. Науковий співробітник Інституту фізіології АН УРСР.

## Біографія
У 1935 році ймовірно був працівником лабораторії зоопсихології відділу генетичної психології Української психоневрологічної академії у Харкові.
На початку 1950-х років працював у відділі психіатрії й патології вищої нервової діяльності при Академії наук УРСР, що розташовувався в Київській психіатричній лікарні.
Під час і після «павловської сесії» 1950 року критикувався разом з керівником Віктором Протопоповим за «відхід від павловського вчення». Зокрема, в статті Костянтина Бикова в газеті «Правда» від 26 липня 1951 року критикувалися дослідження Хільченка щодо центрального гальмування.

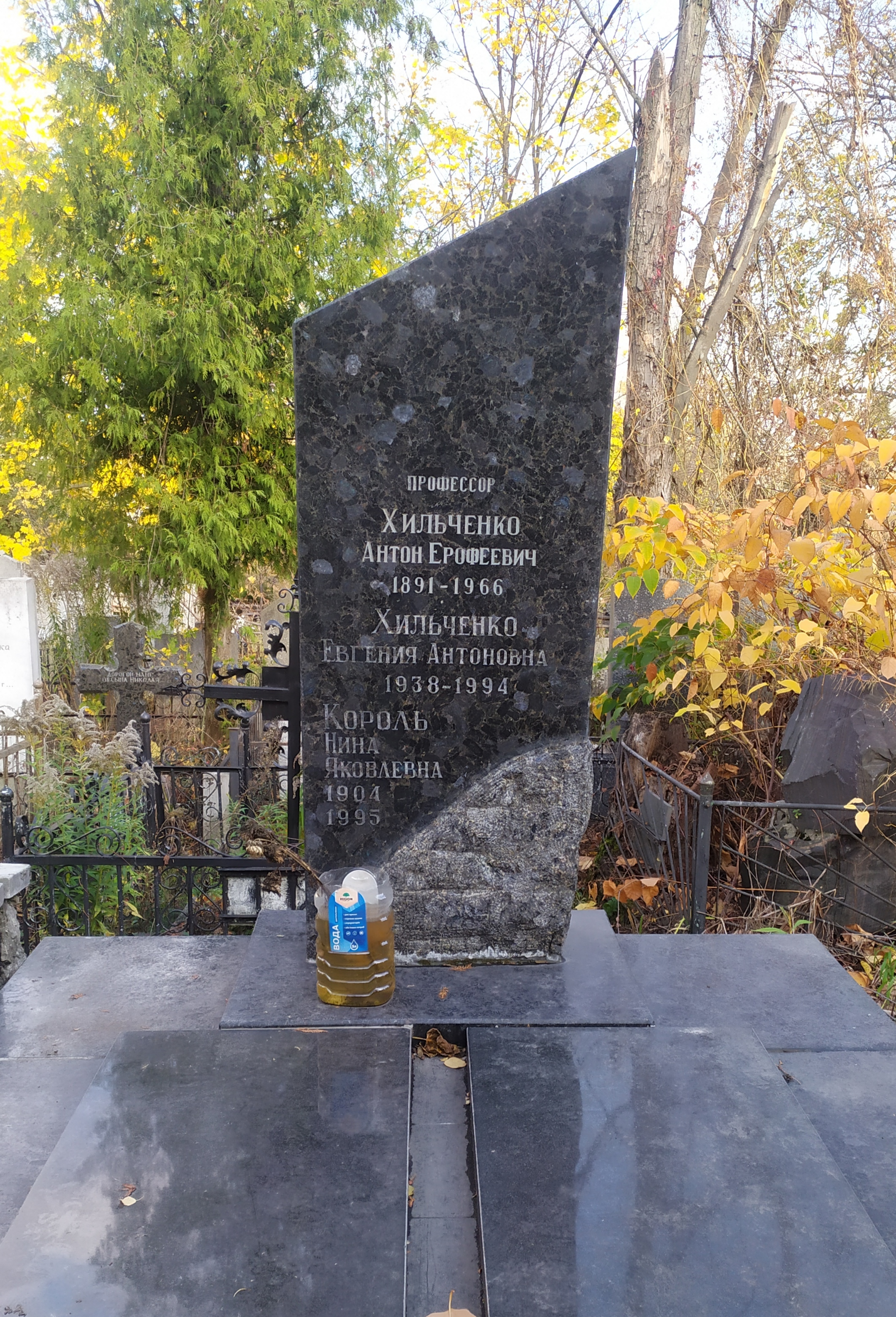
Могила Антона Хільченка, Байкове кладовище

У 1956—1959 роках — старший науковий співробітник відділу психіатрії і патології вищої нервової діяльності Інституту фізіології. З 1959 року — завідувач лабораторії вищої нервової діяльності Інституту фізіології АН УРСР, надалі перетворену на відділ фізіології вищої нервової діяльності.
1958 року розробив методику оцінки стану кори головного мозку
У 1960 році професор Хільченко був у складі редакційної колегії «Фізіологічного журналу».
Помер у 1966 році. Похований разом з родиною на Байковому кладовищі.

## Науковий внесок
Розробив методи дослідження працездатності мозку та рухливості нервової системи.

## Наукові праці
- Хильченко, А. Є. (1935). Утворення простих і складних навичок у тварин. Журнал експериментальної медицини.
- Хильченко, А. Є. (1935). Реакція на відносні ознаки оточення у тварин. Журнал експериментальної медицини.
- Хильченко А. Е. Отношения геометрических величин (у обезьяны). Психологическое исследование. 1935
- Хильченко А. Е. Отношения как условные раздражители (у собак). Психологическое исследование.
- Хильченко, А. Е. (1950). Образование условной реакции на относительные признаки у собак. Исследованне высшей нервной деятельности в естественном эксперименте. Киев: Гос. мед. изд-во УССР, 177—213.
- Хильченко, А. Е. (1950). Образование реакции на относительные признаки у низших обезьян (на отношение величин). В сб.: Исследование высшей нервной деятельности в естественном эксперименте. Киев.
- Хильченко, А. Е. (1958). Методика исследования подвижности основных нервных процессов у человека. Журн. высш. нервн. деятельности, 8(6), 945—948
- Хільченко, А. Є. (1960). Деякі дані дослідження рухомості основних нервових процесів у людини. Фізіологічний журнал.–1960.–6, (1), 21-28.
- Хільченко, А. Е., Молдавська, С. I., & Кольченко, Н. В. (1962). Рухливість основних нервових процесів у дітей різного віку. Фізіолог. журн, 8(4), 456—462.
- Хильченко, А. Е., & Шевко, Г. Н. (1964). Соотношение между длительностью латентного периода двигательных условных рефлексов и подвижностью основных нервных процессов в коре головного мозга человека. Физиол. журн. УССР, 10(5), 574—579.
- Хильченко А. Е., Молдавская С. Я., Кольченко Н. В., Шевко Г. Н. Исследование функционального состояния коры головного мозга у людей, обучающихся методом гипнопедии // Вопросы психологии. — 1965. — № 4. — С. 133—139.
- Хильченко А. Е., Куркчи Л. Н., Куркчи Н. Ф. Возрастная динамика подвижности основных нервных процессов у человека.— Вопросы психологии, 1966, № 6, с. 123—128